# Serie A 1995/1996
Soutěžní ročník Serie A 1995/96 byl 94. ročník nejvyšší italské fotbalové ligy a 64. ročník od založení Serie A. Soutěž začala 27. srpna 1995 a skončila 12. května 1996. Účastnilo se jí opět 18 týmů z toho 14 se kvalifikovalo z minulého ročníku. Poslední čtyři týmy předchozího ročníku, jimiž byli Janov 1893, Foggia Calcio, AC Reggiana a poslední tým ročníku - Brescia Calcio, sestoupily do druhé ligy. Opačným směrem putovali čtyři týmy, jimiž byli Piacenza FC (vítěz druhé ligy), Udinese Calcio, Vicenza Calcio a Atalanta BC.
Titul v soutěži obhajoval klub Juventus FC, který v minulém ročníku získal své 23. prvenství v soutěži.

## Přestupy hráčů
| Jméno              | odkud              | kam               |  |
| ------------------ | ------------------ | ----------------- |  |
| Roberto Baggio     | Juventus FC        | Milán AC          |  |
| George Weah        | Paris St. Germain  | Milán AC          |  |
| Jorge Paulo Futre  | AC Reggiana        | Milán AC          |  |
| Gianluca Pessotto  | Turín Calcio       | Juventus FC       |  |
| Jürgen Kohler      | Juventus FC        | Borussia Dortmund |  |
| Vladimir Jugović   | UC Sampdoria       | Juventus FC       |  |
| Attilio Lombardo   | UC Sampdoria       | Juventus FC       |  |
| Pietro Vierchowod  | UC Sampdoria       | Juventus FC       |  |
| Clarence Seedorf   | AFC Ajax           | UC Sampdoria      |  |
| Christian Karembeu | FC Nantes          | UC Sampdoria      |  |
| David Platt        | UC Sampdoria       | FC Arsenal        |  |
| Ruud Gullit        | UC Sampdoria       | FC Chelsea        |  |
| Paul Ince          | Manchester United  | FC Inter Milán    |  |
| Javier Zanetti     | CA Banfield        | FC Inter Milán    |  |
| Roberto Carlos     | SE Palmeiras       | FC Inter Milán    |  |
| Dennis Bergkamp    | FC Inter Milán     | FC Arsenal        |  |
| Wim Jonk           | FC Inter Milán     | PSV Eindhoven     |  |
| Rubén Sosa Ardaiz  | FC Inter Milán     | Borussia Dortmund |  |
| Marco Delvecchio   | FC Inter Milán     | AS Řím            |  |
| Luigi Di Biagio    | Foggia Calcio      | AS Řím            |  |
| Kennet Andersson   | SM Caen            | AS Bari           |  |
| Paul Gascoigne     | SS Lazio           | Glasgow Rangers   |  |
| Oliver Bierhoff    | Ascoli Calcio 1898 | Udinese Calcio    |  |
| Luís Oliveira      | Cagliari Calcio    | AC Fiorentina     |  |
| Christian Vieri    | AC Benátky         | Atalanta BC       |  |
| Roberto Ayala      | River Plate        | SSC Neapol        |  |
| Christo Stoičkov   | FC Barcelona       | AC Parma          |  |
| Fabio Cannavaro    | SSC Neapol         | AC Parma          |  |
| Filippo Inzaghi    | Piacenza FC        | AC Parma          |  |
| Stafano Fiore      | AC Parma           | Calcio Padova     |  |
| Tomas Brolin       | AC Parma           | Leeds United      |  |

## Složení ligy v tomto ročníku
| Klub            | Město     | Stadión                 | Kapacita | Trenér                                                                                            | 1994/95          |
| --------------- | --------- | ----------------------- | -------- | ------------------------------------------------------------------------------------------------- | ---------------- |
| AS Bari         | Bari      | Stadio San Nicola       | 58 270   | Giuseppe Materazzi (do 12. kola) Eugenio Fascetti                                                 | 12.              |
| Atalanta BC     | Bergamo   | Atleti Azzurri d'Italia | 43 300   | Emiliano Mondonico                                                                                | Serie B          |
| Cagliari Calcio | Cagliari  | Stadio Sant'Elia        | 40 900   | Giovanni Trapattoni (do 21. kola) Bruno Giorgi                                                    | 9.               |
| US Cremonese    | Cremona   | Stadio Giovanni Zini    | 20 600   | Luigi Simoni                                                                                      | 13.              |
| AC Fiorentina   | Florencie | Stadio Artemio Franchi  | 46 000   | Claudio Ranieri                                                                                   | 10.              |
| UC Sampdoria    | Janov     | Stadio Luigi Ferraris   | 40 000   | Sergio Santarini + Sven-Göran Eriksson                                                            | 8.               |
| Milán AC        | Milán     | Stadio Giuseppe Meazza  | 85 700   | Fabio Capello                                                                                     | 4.               |
| FC Inter Milán  | Milán     | Stadio Giuseppe Meazza  | 85 700   | Ottavio Bianchi (do 4. kola) Luis Suárez Miramontes (do 6. kola) Giovanni Ardemagni + Roy Hodgson | 6.               |
| SSC Neapol      | Neapol    | Stadio San Paolo        | 76 800   | Aldo Sensibile + Vujadin Boškov                                                                   | 7.               |
| Calcio Padova   | Padova    | Stadio Euganeo          | 48 800   | Mauro Sandreani                                                                                   | 14.              |
| AC Parma        | Parma     | Stadio Ennio Tardini    | 36 725   | Nevio Scala                                                                                       | Bronzová medaile |
| Piacenza FC     | Piacenza  | Leonardo Garilli        | 21 000   | Luigi Cagni                                                                                       | Serie B          |
| AS Řím          | Řím       | Stadio Olimpico         | 82 900   | Carlo Mazzone                                                                                     | 5.               |
| SS Lazio        | Řím       | Stadio Olimpico         | 82 900   | Zdeněk Zeman                                                                                      | Stříbrná medaile |
| Juventus FC     | Turín     | Stadio delle Alpi       | 77 500   | Marcello Lippi                                                                                    |                  |
| Turín Calcio    | Turín     | Stadio delle Alpi       | 77 500   | Nedo Sonetti (do 12. kola) Franco Scoglio (do 27. kola) Lido Vieri                                | 11.              |
| Udinese Calcio  | Udine     | Stadio Friuli           | 40 000   | Alberto Zaccheroni                                                                                | Serie B          |
| Vicenza Calcio  | Vicenza   | Stadio Romeo Menti      | 17 000   | Francesco Guidolin                                                                                | Serie B          |

## Tabulka
| Poř. | Tým             | Z  | V  | R  | P  | VG | OG | B  |
| ---- | --------------- | -- | -- | -- | -- | -- | -- | -- |
| 1.   | Milán AC        | 34 | 21 | 10 | 3  | 60 | 24 | 73 |
| 2.   | Juventus FC     | 34 | 19 | 8  | 7  | 58 | 35 | 65 |
| 3.   | SS Lazio        | 34 | 17 | 8  | 9  | 66 | 38 | 59 |
| 4.   | AC Fiorentina   | 34 | 17 | 8  | 9  | 53 | 41 | 59 |
| 5.   | AS Řím          | 34 | 16 | 10 | 8  | 51 | 34 | 58 |
| 6.   | AC Parma        | 34 | 16 | 10 | 8  | 44 | 31 | 58 |
| 7.   | FC Inter Milán  | 34 | 15 | 9  | 10 | 51 | 30 | 54 |
| 8.   | UC Sampdoria    | 34 | 14 | 10 | 10 | 59 | 47 | 52 |
| 9.   | Vicenza Calcio  | 34 | 13 | 10 | 11 | 36 | 37 | 49 |
| 10.  | Cagliari Calcio | 34 | 11 | 8  | 15 | 34 | 47 | 41 |
| 11.  | Udinese Calcio  | 34 | 11 | 8  | 15 | 41 | 49 | 41 |
| 12.  | SSC Neapol      | 34 | 10 | 11 | 13 | 28 | 41 | 41 |
| 13.  | Atalanta BC     | 34 | 11 | 6  | 17 | 35 | 50 | 39 |
| 14.  | Piacenza FC     | 34 | 9  | 10 | 15 | 31 | 48 | 37 |
| 15.  | AS Bari         | 34 | 8  | 8  | 18 | 49 | 71 | 32 |
| 16.  | Turín Calcio    | 34 | 6  | 11 | 17 | 28 | 46 | 29 |
| 17.  | US Cremonese    | 34 | 5  | 12 | 17 | 37 | 57 | 27 |
| 18.  | Calcio Padova   | 34 | 7  | 3  | 24 | 41 | 79 | 24 |

Poznámky
- Z = Odehrané zápasy; V = Vítězství; R = Remízy; P = Prohry; VG = Vstřelené góly; OG = Obdržené góly; B = Body
- za výhru 3 body, za remízu 1 bod, za prohru 0 bodů.

|  | Mistr ligy a Přímý postup do Ligy mistrů 1996/97 |
|  | Přímý postup do Ligy mistrů 1996/97              |
|  | Přímý Postup do Poháru UEFA 1996/97              |
|  | Přímý postup do Poháru PVP 1996/97               |
|  | Sestup do Serie B 1996/97                        |

## Střelecká listina
Nejlepším střelcem tohoto ročníku Serie A se staly dva hráči. italský útočník Giuseppe Signori z klubu SS Lazio a italský útočník Igor Protti z klubu AS Bari. Oba vstřelili 24 branek.
| P. | Nár               | Hráč                | Tým                     | Branky |
| -- | ----------------- | ------------------- | ----------------------- | ------ |
| 1. | Itálie            | Giuseppe Signori    | SS Lazio                | 24     |
| 1. | Itálie            | Igor Protti         | AS Bari                 | 24     |
| 3. | Itálie            | Enrico Chiesa       | UC Sampdoria            | 22     |
| 4. | Argentina         | Gabriel Batistuta   | AC Fiorentina           | 19     |
| 4. | Itálie            | Marco Branca        | AS Řím + FC Inter Milán | 19     |
| 6. | Německo           | Oliver Bierhoff     | Udinese Calcio          | 17     |
| 7. | Brazílie · Belgie | Luís Oliveira       | Cagliari Calcio         | 16     |
| 8. | Itálie            | Nicola Amoruso      | Calcio Padova           | 14     |
| 8. | Itálie            | Nicola Caccia       | Piacenza FC             | 14     |
| 8. | Itálie            | Pierluigi Casiraghi | SS Lazio                | 14     |

## Vítěz
| Serie A 1995/96 AC Milán (15. titul) |